# Тест-Вэлли
Тест-Вэлли (англ. Test Valley) — неметрополитенский район (англ. non-metropolitan district) со статусом боро в графстве Гэмпшир (Англия). Административный центр — город Андовер.

## География
Район расположен в западной части графства Гэмпшир, граничит с графствами Уилтшир и Беркшир.

## История
Район образован 1 апреля 1974 года в результате объединения боро Андовер, Ромси и сельских районов (англ. Rural District) Андовер и Ромси-энд-Стокбридж.

## Состав
В состав района входят 2 города:
- Андовер
- Ромси

и 57 общин (англ. civil parish):